# Mohamed Alí Seineldín
Mohamed Alí Seineldín (Concepción del Uruguay; 12 de noviembre de 1933-Buenos Aires; 2 de septiembre de 2009) fue un militar argentino, comando veterano de guerra de Malvinas y líder de los alzamientos "carapintadas" sucedidos el 1 de diciembre de 1988 y el 3 de diciembre de 1990. Por esos alzamientos fue condenado a cadena perpetua, aunque fue indultado por el presidente interino Eduardo Duhalde el 20 de mayo de 2003, luego de haber permanecido preso 13 años. Fue investigado por su eventual participación en actos de terrorismo de Estado durante la última dictadura sin que se hallaran evidencias.

## Infancia
Seineldín nació en Concepción del Uruguay, ciudad de la provincia de Entre Ríos donde su familia se había radicado luego de emigrar del Líbano en la década de 1920. Luego se crio en Concordia. Creció en una familia drusa y de joven se convirtió al catolicismo, religión de la que fue devoto el resto de su vida.

## Carrera militar
En 1957 egresó del Colegio Militar de la Nación, con el grado de Subteniente del arma de infantería. Posteriormente, prestó servicios en esta casa de estudios y la Escuela de Suboficiales «Sargento Cabral», establecimientos de formación de los oficiales y suboficiales del Ejército Argentino, respectivamente.
En la década de 1960 y 1970 se especializó como Comando, en 1968 fue designado jefe de paracaidistas y en 1975 jefe de cursos de fuerzas de operaciones especiales, siendo asignado al Operativo Independencia en Tucumán bajo las órdenes de Domingo Bussi. Participó en el Operativo Independencia, tanto antes como después del golpe de Estado del 24 de marzo de 1976, pero Seineldín no ha sido señalado por haber participado en ningún delito de lesa humanidad durante su actuación en ese destino. En 1975 integró un grupo de oficiales que se oponían a derrocar el gobierno constitucional de la presidenta María Estela Martínez de Perón.

## Su rol en la última dictadura
Luego del golpe de Estado del 24 de marzo de 1976 que dio inicio a la dictadura denominada Proceso de Reorganización Nacional (1976-1983), Seineldín fue considerado como «persona no confiable», por su oposición a la dictadura.
En 1978, en ocasión del Mundial de Fútbol jugado en Argentina, se le encomendó la organización de la primera unidad de comandos, que tomó el nombre de Equipo Especial de Lucha «Halcón 8», antecedente inmediato de la Compañía de Comandos 601. En 1978 comandó dos grupos comando llamados Halcón I y Halcón II destinados a Mendoza, ante la inminencia de una guerra con Chile debido al conflicto del Beagle.
Luego de la recuperación de la democracia en diciembre de 1983, Seineldín fue investigado por su eventual participación el 27 de noviembre de 1978, en un grupo de tareas que secuestró al científico Alfredo Antonio Giorgi en el Parque Tecnológico de Migueletes, quien permanece desaparecido desde entonces, habiendo sido visto en el centro de detención "El Olimpo". Nunca fue procesado en dicha causa.
En 1981 fue designado jefe del Regimiento de Infantería mecanizada 25 de Colonia Sarmiento en la provincia patagónica del Chubut. Al mando de ese regimiento en 1982 lucharía en la Guerra de Malvinas.

## Guerra de las Malvinas

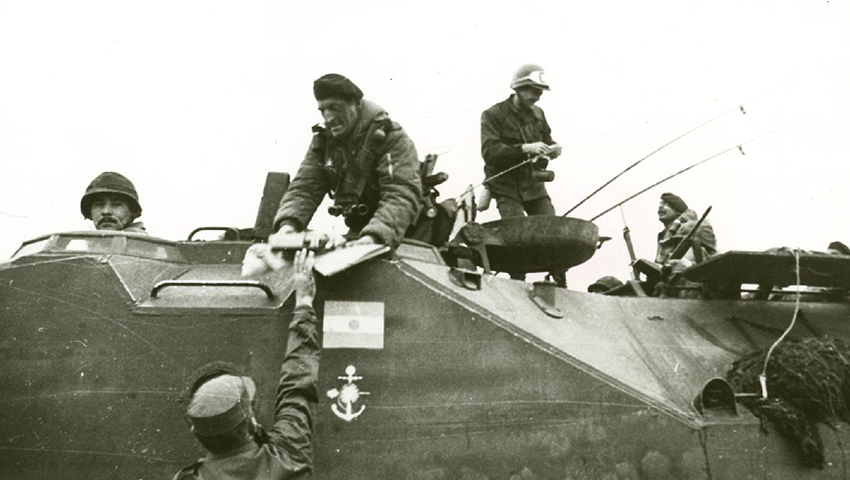
Mohamed Alí Seineldín durante la toma de las islas Malvinas el 2 de abril de 1982.

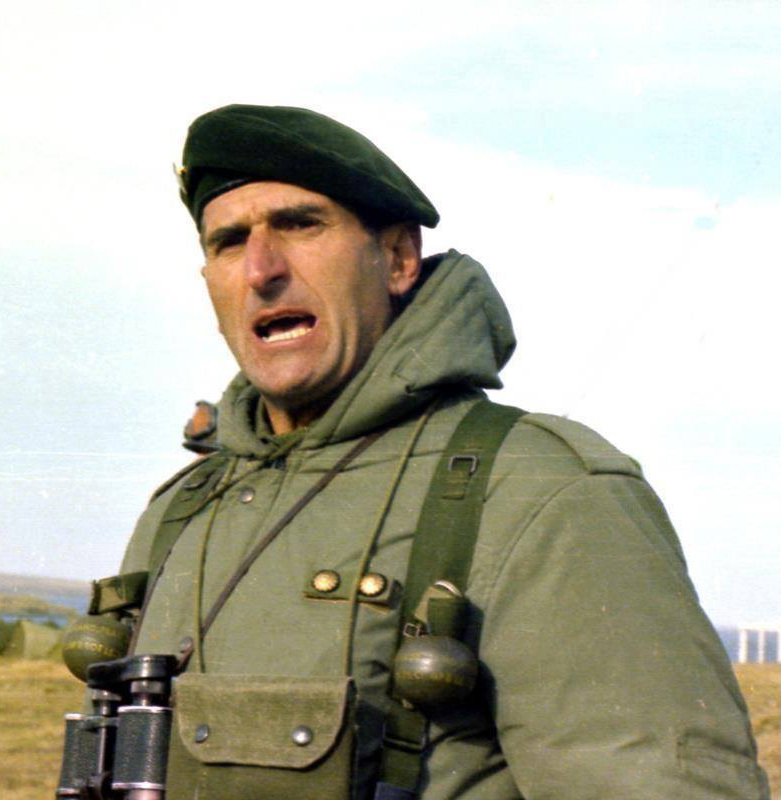
Seineldín en la Guerra de Malvinas

Seineldín y sus comandos participaron de la Operación Virgen del Rosario —nombre propuesto por Seineldín— realizada el 2 de abril de 1982 que recuperó para Argentina las Islas Malvinas. Una vez iniciados los combates, el 1 de mayo de 1982, Seineldín estuvo al mando de la defensa de la estratégica pista de aterrizaje, manteniéndola operable hasta el final de la guerra. En 1984 fue condecorado junto a los demás veteranos de guerra de Malvinas, por el Congreso Nacional (Ley 23 118).

## Luego de recuperada la democracia
Recuperada la democracia en diciembre de 1983, el presidente Raúl Alfonsín lo ascendió en 1985 al grado de coronel y lo designó agregado y asesor militar de la embajada argentina en la República de Panamá. En ese cargo dio entrenamiento al Ejército panameño durante la dictadura de Manuel Antonio Noriega, con quien no mantuvo conexión.

## Sublevaciones carapintadas
Alfonsín impulsó la investigación de los delitos de lesa humanidad cometidos durante la dictadura y promovió el enjuiciamiento de las juntas militares. Luego de la condena a las juntas, se abrieron nuevas causas para investigar la responsabilidad de todos los partícipes en los delitos de lesa humanidad. Grupos de civiles y militares, incluso dentro del gobierno, intentaron frenar los juicios y limitar la responsabilidad penal a los mandos superiores. Alfonsín logró que se aprobara en 1986 la Ley de Punto Final con ese fin. Pero la ley no detuvo los juicios y dentro de las Fuerzas Armadas apareció un grupo, adoptando la estética de los comandos, que comenzó a exigir que el poder político pusiera fin a los juicios de militares subalternos. Seineldín se constituyó en uno de los máximos referentes carapintadas.
En 1987 el teniente coronel Aldo Rico, uno de los comandos formados por Seineldín, encabezó la primera sublevación carapintada, durante la Semana Santa de 1987. Poco después Alfonsín logró que se sancionara una nueva ley para limitar los juicios por delitos de lesa humanidad, la Ley de Obediencia Debida.

### Los alzamientos

#### Operación Virgen del Valle
Luego de la sublevación del 16 de enero de 1988, comandada por Aldo Rico, Seineldín encabezó en diciembre de ese año, desde Villa Martelli, la tercera sublevación, llamada "Operación Virgen del Valle". Después de negociaciones con el jefe del Ejército, teniente general José Segundo Dante Caridi y el comandante del II Cuerpo, general de división Isidro Cáceres, puso fin al alzamiento. Hubo tres muertos y cuarenta heridos. Se detuvo y procesó a Seineldín. No obstante, unos meses después de asumir como presidente Carlos Menem en julio de 1989, este decidió indultarlo por el Decreto N.º 1004/89.

#### Operación Virgen de Luján
Detenido nuevamente por orden del jefe del Ejército, teniente general Martín Bonnet, quedó confinado en el lejano cuartel del Regimiento de Caballería de Montaña 4 (RCM 4) con asiento en San Martín de los Andes (donde sin embargo contaba con aliados al sector "carapintada"). Así, planificó la sublevación del 3 de diciembre de 1990, llamada "Operación Virgen de Luján". Unos 50 soldados se hicieron con el control del Regimiento de Infantería 1 "Patricios", el Edificio "Libertador" (sede del jefe del Ejército), el Edificio "Guardacostas" (sede de la Prefectura Naval), la fábrica TAMSE y el Batallón de Intendencia 601 de El Palomar. Entre los oficiales amotinados se encontraban el mayor Hugo Reinaldo Abete en el RI 1 "Patricios" y el capitán Gustavo Breide Obeid en el Edificio "Libertador".
La muerte a manos rebeldes del segundo jefe del RI 1 "Patricios" y del jefe de Operaciones de esa unidad en el cuartel de Palermo volcó al Ejército contra el sector "carapintada", sellando el destino del alzamiento. Así, el sector leal resolvió reprimir con mano dura. Además, el bloqueo por fuerzas leales del aeródromo de Chapelco (paraje cercano a San Martín de los Andes) hizo imposible la fuga de Seineldín para ponerse al frente de los hechos en Buenos Aires.
El mismo día, el gobierno declaró el estado de sitio durante 60 días. Los rebeldes se rindieron el 4 de diciembre y ese día se levantó el estado de sitio. Según los informes, 14 personas murieron durante la sublevación, entre ellas cinco civiles que murieron en un colectivo de la línea 60 aplastado por un tanque, y decenas más fueron heridas a consecuencia de los enfrentamientos.

### Juzgamiento
El ya coronel Seineldín fue juzgado por un tribunal militar que lo halló culpable. Durante el juicio asumió la responsabilidad de las muertes que provocó dicho enfrentamiento, y realizó un alegato conocido como «El Nuevo Orden Mundial» el 7 de agosto de 1991, en el que alegó supuestas maquinaciones del imperialismo estadounidense y su servidor Menem, en el desmantelamiento de la defensa nacional, la promesa de instauración de una Segunda República, y el diagnóstico de un proceso de destrucción del aparato productivo de la economía promovido por el Proceso entre 1976 y 1983, por Martínez de Hoz.
Seineldín comenzó a cumplir su condena en la cárcel de la calle Caseros, en el barrio de Parque Patricios, en Buenos Aires, y luego se le trasladó al Penal de Magdalena en la provincia de Buenos Aires. 
Su encarcelamiento originó pedidos de liberación de sus partidarios y agrupaciones nacionalistas argentinas. Recibió el apoyo de la exesposa de Menem, Zulema Yoma. En la provincia de Entre Ríos sus partidarios erigieron una enorme cruz para rezar por su liberación.
Desde la cárcel fundó el Partido Popular de la Reconstrucción (PPR).

## Segundo indulto y liberación
El 20 de mayo de 2003 el presidente Eduardo Duhalde indultó a Seineldín, que por entonces estaba preso en la cárcel militar de Campo de Mayo, al exguerrillero Enrique Gorriarán Merlo y a siete militares retirados involucrados en las sublevaciones.

## Ideología
Seineldín tenía una ideología construida sobre las bases de sus creencias católicas de las que era devoto, el nacionalismo y el hispanismo. Políticamente, mostró simpatía por Juan Domingo Perón, quien fuera Presidente de la Nación entre 1946 y 1955, y reivindicó su proyecto justicialista, al que llamó "el proyecto de la esperanza".
En 1999, fue nombrado presidente honorario de un comando superior peronista, perteneciente al sector más ortodoxo del PJ, que se oponía a las políticas liberales del entonces presidente Carlos Menem; en su discurso de asunción como presidente honorario, también mostró simpatía por quien fuera la esposa de Perón, Evita.
Seineldín mantuvo una postura crítica de las administraciones que sucedieron al gobierno justicialista de Perón, sobre todo del autodenominado Proceso de Reorganización Nacional (1976-83), Raúl Alfonsín (1983-89) y Menem (1989-99), acusándolos de establecer en el país un "orden internacional".
Ya en los últimos años, tuvo elogios hacia el gobierno de Néstor Kirchner, presidente argentino entre 2003 y 2007, a quien le destacó su "defensa de la soberanía".
En el plano exterior, ponderó al panameño Manuel Noriega, al cubano Fidel Castro y al venezolano Hugo Chávez, a quienes resaltó su oposición al "imperialismo estadounidense".

### Acusación de antisemitismo
Se le atribuyó decir la frase: "Es más fácil encontrar un caballo verde que un judío honesto"; Seineldín lo desmintió.

## Fallecimiento
El 2 de septiembre de 2009 sufrió una descompensación cardíaca en Buenos Aires cuando llegaba a una Fundación en la calle Uruguay 1000, a la que asesoraba, para escuchar una disertación del gobernador de San Luis, Alberto Rodríguez Saá. Falleció mientras era trasladado.